# Новенькое (Белгородская область)
Новенькое — село в Ивнянском районе Белгородской области. Центр Новенского сельского поселения.

## География
Находится на реке Ивенский Колодезь, к югу от районного центра Ивня.

## История
Упоминается в документах 1800-х годов — тогда село входило в состав Обоянского уезда. По документам переписи 1882 года в деревне Новенькое — 224 двора крестьян государственных четвертных, 1576 жителей (829 муж., 747 жен.), из них грамотных 43 муж. и один учащийся мальчик (школа в 8 верстах); у крестьян — 413 рабоч. лошадей и 202 жеребенка, 477 коров и 235 телят, 29 коз, 2753 овцы и 475 свиней.
С июля 1928 года село Новенькое в Ивнянском районе — центр Новенского сельсовета, состоящего из двух административных единиц, вторая из которых — совхоз «Сталинский».
До середины XX века село отличалось низким уровнем жизни по сравнению с соседними селами.
В 1967 году село Новенькое стало центральным селом — в состав Новенского сельсовета вошли 4 села: Богатое, Новенькое, Новоселовка Вторая и Новый Поселок. С этого времени за счет соседних сел финансирование Новенького значительно увеличилось и село стало развиваться быстрее.
Во второй половине XX века в селе был построен и работал кирпичный завод. Технология производства не соблюдалась, потому выпускаемый красный кирпич быстро рассыпался под воздействием осадков. Такой кирпич не пользовался спросом и к концу 90-х годов XX века завод прекратил свое существование.

## Население
В 1882 году в селе было 1576 жителей (829 муж., 747 жен.). В 1900 году село насчитывало 1600 жителей.
В 1932 году в Новеньком — 4173 жителя.

В 1979 году — 1875 жителей, в 1989 году — 1833 жителя.
| 2002 | 2010  |
| ---- | ----- |
| 1820 | ↘1720 |

## Известные уроженцы
- Петр Павлович Десницкий — Герой Советского Союза (1936)
- Василий Иванович Тихонов — Герой Советского Союза (1944)